# Bentivoglio
För andra betydelser, se Bentivoglio (olika betydelser).

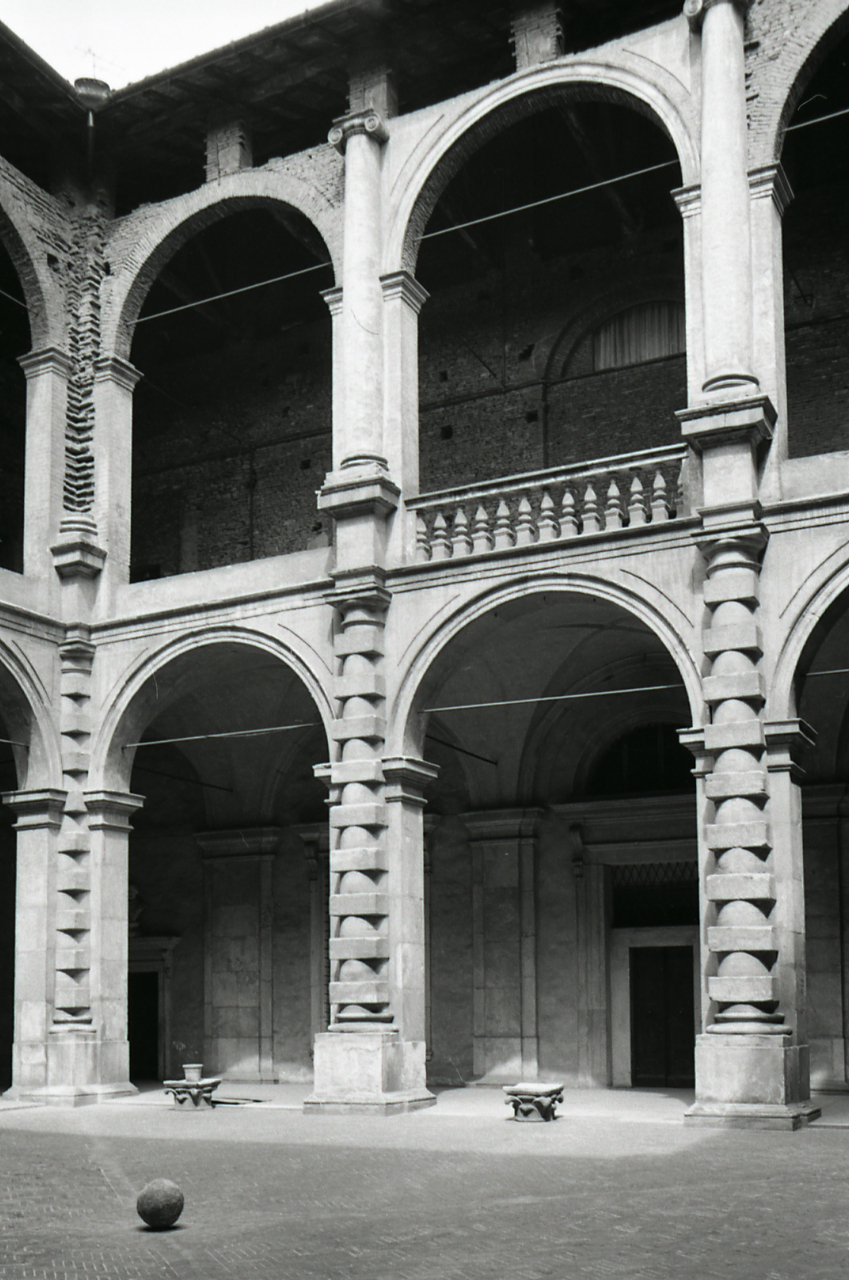
Det andra Palazzo Bentivoglio, Via delle Belle Arti, Bologna.

Bentivoglio var en gammal italiensk furstlig ätt, enligt traditionen härstammande från kung Enzio av Sardinien, en oäkta son till kejsaren av Tyskland, Fredrik II. Ätten utslocknade 1540.
Släkten var under olika perioder från 1400-talets början dominerande i Bologna, efter att de stött Huset Welf, tills Giovanni Bentivoglio II (1436-1508) ökänd som tyrannisk härskare, efter slaget vid Casalecchio fördrevs av påven Julius II år 1506 och hans anhängare i och med att Bologna åter inkorporerades i Kyrkostaten.
Släktens medlemmar slog sig därefter ned i Ferrara, där flera av dem gjorde sig kända, i synnerhet inom politiken och litteraturen. Särskilt kända är kardinalerna Guido Bentivoglio (1579-1644) och Cornelio Bentivoglio (1668-1732) som båda var framstående diplomater och författare.
På det nuvarande Piazza Giuseppe Verdi i Bologna fanns tidigare ett hus kallat Palazzo Bentivoglio. Det förstördes av en mobb 1507. 1551 började ett annat hus kallat Palazzo Bentivoglio att byggas vid Via delle Belle Arti.
Ätten utdog 1540 med Giovanni Bentivoglios son Annibale II (1469-1540) vilken mördades av rivaliserande familjer, Han var gift 1487 med Lucrezia d'Este, dotter till hertig Herkules I av Este (1431-1505), men tycks inte ha efterlämnat några barn.